# Isola Molara
Molara è un'isola della Sardegna nord-orientale e costituisce, insieme all'isola di Tavolara, Molarotto, la penisola di Punta Coda Cavallo e altri scogli minori, un parco marino protetto. Di natura granitica, ha una superficie di 3,411 km² e raggiunge, con Punta la Guardia, i 158 m s.l.m. Il toponimo, di attestazione medievale, è probabilmente dovuto alla forma rotondeggiante e uniforme dell'isola, simile ad una mola.

## Storia
Non appaiono finora documentati insediamenti preistorici sull'isola di Molara ma agli albori del Cristianesimo si dice che vi fu esiliato papa Ponziano (235) insieme al prete Ippolito (mentre lo storico e umanista G. F. Fara nel XVI secolo indicava come luogo d'esilio l'isola di Tavolara). Nella parte nord occidentale dell'isola, in prossimità di cala Chiesa, si conservano i resti di una chiesa medievale mononave, di stile romanico intitolata a san Ponziano. La chiesa, di cui non si conosce l'originaria titolatura, è assai simile ad altre costruzioni galluresi di questo tipo come la chiesa di San Leonardo di Balaiana, presso Luogosanto, nella Gallura interna. Attorno a tale chiesa si sono potuti individuare i resti di un centro abitato medievale e più a monte di un castello, probabilmente l'antica Gurguray anche se non si hanno notizie certe sulla sua effettiva consistenza demografica. Nel XV secolo è testimoniata l'esistenza sull'isola di un monastero di monache.

## Ambiente e turismo
Nonostante l'isola sia assai rocciosa ed impervia, sono presenti varie sorgenti perenni e forse per tale abbondanza d'acqua l'uomo ha potuto abitarvi per secoli. La copertura vegetale di Molara è composta da una ricchissima vegetazione a macchia mediterranea, con secolari olivastri, lentischi e cisto, degradata in qualche tratto a causa di un vasto incendio che ha bruciato la parte sud dell'isola negli anni '70 del XX secolo. È presente bestiame brado (vacche e capre), abbandonato dalla precedente proprietà. Ad est della cala di Chiesa si erge lo scoglio del dinosauro, una bizzarra scultura naturale plasmata dai venti e dal mare. Sulla costa sud si trovano i ruderi di un forno per la calce, prodotta in passato dal calcare della vicina Tavolara, bruciando legname di Molara.
Sull'isola nidificano numerose specie di uccelli marini come il falco pellegrino ed il raro gabbiano corso. Anche la berta minore è presente con centinaia di coppie, impossibilitate a riprodursi annualmente a causa di una sterminata popolazione di ratti.
L'isola è di proprietà privata e non è visitabile.